# II. Childerich frank király
II. Childerich (653 – 675 novembere) frank király Austrasiában 662-től haláláig.
II. Klodvignak szt. Baltilda, angol-szász származásu nővel való házasságából származott fia, 662-ben Austrasia királya lett, miután meghalt az ottani trónbitorló, az "örökbe fogadott" Childebert. Kettős ellenőrzés alatt uralkodott egyrészt Himnechildis, a jogos örökös, Dagobert édesanyja, másrészt Wulfloald, a majordomus gyámkodott fölötte. Amikor 673-ban meghalt Childerich bátyja, III. Chlothar, Neustria és Burgundia királya, a neustriai majordomus, Ebroïn megpróbálta elfogadtatni Chlothar öccsét, III. Theuderichet, de a neustriai főurak, akikkel Ebroïn nem tárgyalt a trónöröklés kérdéséről, panaszt tettek Wulfloaldnál és Childerichnél, majd gyorsan megfosztották trónjától Theuderichet. Így lett Childerich Neustria, Burgundia és Austrasia királya.
Ám Neustriában pártot szerveztek az austrasiai uralom ellen és egy vadászat alkalmával a felkelő nagyok agyonverték a királyt. Childerich volt az utolsó Meroving, aki megpróbált élni a hatalmával, de ehhez hiányzott belőle a politikai tehetség.